# Historia de Antillas Neerlandesas
Las Antillas Neerlandesas fueron descubiertas por España, las islas de Barlovento por Cristóbal Colón en 1493 y las islas de Sotavento por Alonso de Ojeda en 1499.
En el siglo XVII las islas fueron conquistadas por la Compañía de las Indias Orientales Neerlandesas, y utilizadas como base para el tráfico de esclavos.
En 1863 Curazao abolió la esclavitud, siendo la mayoría de la población actual descendiente de aquellos esclavos africanos.
En 1954, las islas abandonaron el estatus de colonia para convertirse en estado integrado en el reino de Holanda.
La isla de Aruba, inicialmente perteneciente a las Antillas Neerlandesas, adquirió un estatuto propio en 1986, situación que reclaman actualmente varias islas del archipiélago.
Entre 2000 y 2005 se celebraron una serie de referéndums para decidir el futuro estatus político de cada isla, las cuatro opciones que podían votarse fueron las siguientes:
- Terminar el Estatus Actual de las Antillas Neerlandesas con los Países Bajos.
- Mantenerse con las Antillas Neerlandesas.
- Obtener la autonomía como un país dentro del Reino de los Países Bajos (Estatus Aparte) como el de Aruba.
- Independencia de los Países Bajos.

Cada isla votó mayoritariamente de la siguiente manera:
- Curazao el 8 de abril de 2005 y la parte neerlandesa de San Martín el 22 de junio de 2000 votaron por un estatus aparte similar al que disfruta actualmente Aruba.

- Las islas de Bonaire el 10 de septiembre de 2004 y Saba el 5 de noviembre de 2004 votaron por terminar el estatus actual de la Antillas Neerlandesas.

- San Eustaquio el 8 de abril de 2005 fue la única que voto por mantener las Antillas Neerlandesas.

Después de negociar un nuevo estatus, el gobierno de los Países Bajos y cada una de las islas llegaron a un acuerdo, que disolverá las Antillas Neerlandesas a partir del 15 de diciembre de 2008, Saba, Bonaire y San Eustaquio serán municipalidades especiales, y Curazao y San Martín obtendrán un estatus aparte como el de Aruba, todos manteniéndose dentro del Reino de los Países Bajos.
- Datos: Q10297432
- Multimedia: History of the Netherlands Antilles / Q10297432